# Білокрилки
Білокри́лки, білокрилкові (Aleyrodidae) — родина напівтвердокрилих комах (Hemiptera).

## Опис
Комаха з двома парами вузьких, однаково розвинених крил, вкритих лусочками. Білокрилки — дрібні комахи (європейські види 1,3 — 1,8 мм). Відомо понад 80 видів, поширених в усіх країнах світу, але переважно в тропіках. В Україні — близько 5 видів. Білокрилки тримаються на нижній поверхні листя, живляться соками рослин;

## Економічне значення
Деякі види, зокрема завезений з Бразилії алейродид (Trialcurodes vaporariorum), пошкоджує овочеві та ягідні культури в теплицях.

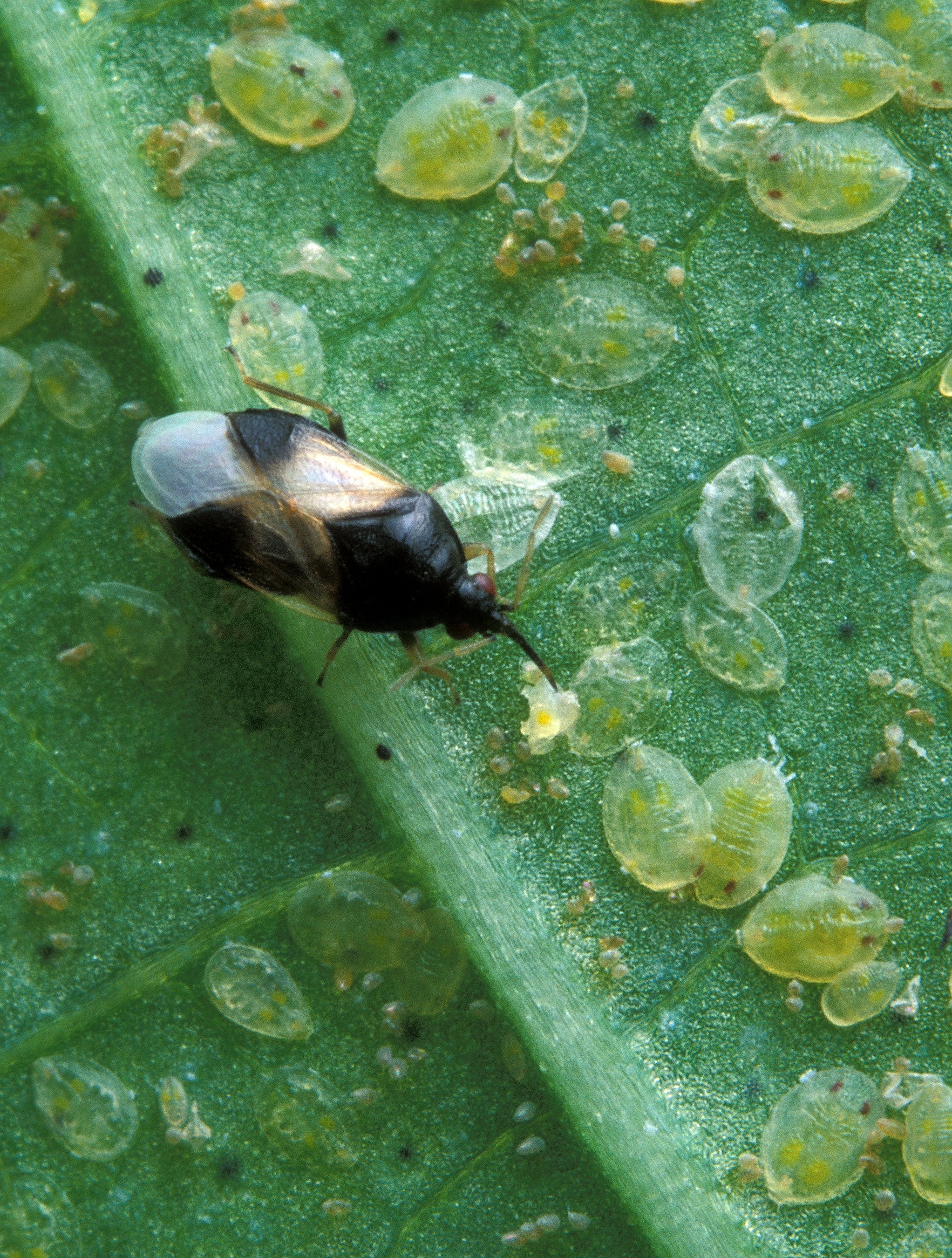
Хижий клоп Orius insidiosus поїдає личинок білокрилки

Серед економічно важливих видів — білокрилка капустяна.
У теплому або тропічному кліматі, особливо в теплицях, білокрилки становлять серйозну проблему для захисту рослин. Світові економічні втрати оцінюються сотнями мільйонів доларів щорічно.
- Aleurocanthus woglumi, цитрусова чорнокрилка, яка, незважаючи на свій колір, є білокрилкою, що пошкоджує цитрусові.
- Aleyrodes proletella, капустяна біланка, шкідник різних культур Brassica.
- Білокрилка срібляста (Bemisia tabaci) є шкідником багатьох сільськогосподарських і декоративних культур.
- Trialeurodes vaporariorum, оранжерейна білокрилка, головний шкідник тепличних фруктів, овочів і декоративних рослин.

Хоча деякі види білокрилок можуть спричинити втрати врожаю, просто висмоктуючи сік, коли їх дуже багато, основна шкода, яку вони завдають, є непрямою. По-перше, як і багато інших рівнокрилих, які смокчуть сік, вони виділяють велику кількість медяної роси (падь), яка сприяє появі патогенної сажистої плісняви. По-друге, вони впорскують слину, яка може завдати шкоди рослині більше, ніж механічне пошкодження провідної системи рослини або ріст патогенних грибів. Однак їх головне значення як шкідників сільськогосподарських культур полягає в передачі хвороб рослин.